# کوچوک‌اورن (گول‌باشی)
کوچوک‌اورن (به ترکی استانبولی: Küçükören) یک منطقهٔ مسکونی در ترکیه است که در گول‌باشی واقع شده‌است.